# Hatten på arbejde
Hatten på arbejde var en serie med improvisationsteater fra programserien Hatten Rundt, som blev sendt på DR1 i 1999. Medvirkende inkluderede Torben Zeller, Søren Østergaard, Søren Hauch-Fausbøll, Niels Olsen, med Gunner Frøberg som konferencier.
Optrædenerne fandt sted i Arbejdermuseets festsal foran et live-publikum, der inden forestillingen blev bedt om at skrive replikker, scenetitler mm. ned på sedler, som derefter blev indsamlet i en hat. Sedlerne blev under forestillingen tilfældigt trukket, og skuespillerne skulle herefter udføre en improviseret scene på basis af sedlen.
Hatten på arbejde havde et unikt "twist" som adskilte den fra dens to foregængere Så Hatten Passer og Hatten Rundt, idet publikum ved hver optræden bestod af medlemmer af et bestemt erhverv, for eksempel sygeplejersker, som set i seriens sidste afsnit. Repliksedlerne er derfor tilbøjelige til at omhandle det bestemte erhverv. Hatten på arbejde er også den eneste installation i Hatten Rundt-programmerne som benytter rekvisitter medbragt af publikum.
Hatten på arbejde er den eneste serie i Hatten rundt-programrækken som ikke er tilgængelig på DR Gensyn.
Hatten på arbejde er pr. 2025 kun tilgængelig på Det Kongelige Biblioteks hjemmeside under deres DR-arkivsektion og uofficielt på Youtube.
Carsten Wolf Andersen og Frans Bak medvirker skiftevis som pianister i afsnittene.

## Afsnitsoversigt
- Afsnit 1/12 - Frisører som publikum
- Afsnit 2/12 - Jord- og betonarbejdere som publikum
- Afsnit 3/12 - Fagforeningsfolk som publikum
- Afsnit 4/12 - Postbude som publikum
- Afsnit 5/12 - Politibetjente som publikum
- Afsnit 6/12 - Slagtere som publikum
- Afsnit 7/12 - Tjenere som publikum
- Afsnit 8/12 - Søens folk som publikum
- Afsnit 9/12 - Parkeringsvagter som publikum
- Afsnit 10/12 - Stewardesser som publikum
- Afsnit 11/12 - Brandmænd og reddere som publikum
- Afsnit 12/12 - Sygeplejersker som publikum